# Ars Medica

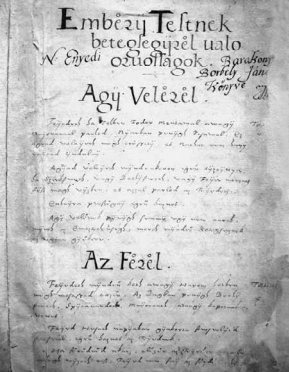
Az Ars Medica címoldala.

Az Ars Medica az eddig ismert első magyar orvosi mű, mely az emberi test betegségeit és gyógykezelését hat könyvben, közel ezer ívrét lapon tárgyalja. Az erdélyi késői humanizmus jelentős alkotása. A marosvásárhelyi Teleki Könyvtárban őrzik, ahol a címlap és elöljáró beszéd nélküli s mintegy huszonöt számozott levéllel csonkult kéziratnak egy Erdőszentgyörgyön a 18. században készült másolata is található. 1972-ben előkerült egy 17. századbeli variánsa is.
Az 1570-es években keletkezett az Ars Medica eredeti magyar szókincsére a nyelvészek hívták fel a figyelmet. Varjas Béla 1943-ban Kolozsvárt az Erdélyi Tudományos Intézet betűhív kiadványaként 16. századi magyar orvosi könyv címmel nyomtatta ki s látta el bevezető tanulmánnyal. Az eredeti és másolata kérdéseivel először Farczády Elek és Szabó T. Attila foglalkozott, érveik alapján a tudománytörténet Lencsés Györgyöt tekinti a kézirat feltehető szerkesztőjének. 
Az Ars Medica egyes nyelvjárástörténeti sajátosságait Jakab László vizsgálta a debreceni Magyar Nyelvjárások 1962-es kötetében. A marosvásárhelyi OGYI orvos- és gyógyszerészet-történeti tanszékén monografikus kutatás tárgya a mű; Spielmann József és Lázár Színi Karola újabb adatokat szolgáltattak a Báthoriak udvarában magyar tisztségeket viselt nagyváradi Lencsés Györgyről, és tisztázták a kézirat francia és német humanista forrásait (Orvosi Szemle, 1970/1. és 3–4.). Az Ars Medica növénynévanyagát Sz. Tóth Magda dolgozta fel Melius Péter Herbáriumának Szabó Attila-féle kiadásában Összehasonlító növénynévjegyzék cím alatt (1978. 444–87).